# Bommenahalli, Mysore
Bommenahalli là một làng thuộc tehsil Mysore, huyện Mysore, bang Karnataka, Ấn Độ.